# Хаджієшть
Хаджієшть, Хаджієшті (рум. Hagiești) — село у повіті Яломіца в Румунії. Входить до складу комуни Сінешть.
Село розташоване на відстані 29 км на північний схід від Бухареста, 73 км на захід від Слобозії, 139 км на південний схід від Брашова.

## Населення
За даними перепису населення 2002 року у селі проживали 83 особи, з них 79 осіб (95,2%) румунів. Усі жителі села рідною мовою назвали румунську.